# Odi (Orazio)
Le Odi (Carmina) di Orazio sono costituite da 103 poesie (scritte a partire dal 30 a.C.) raccolte in quattro libri. Il modello dell'opera è la grande poesia greca di età arcaica, soprattutto Alceo, Anacreonte, Saffo, Pindaro e i poeti dell'isola di Lesbo, con la ripresa di diversi tipi di componimento e di metri vari.
Le odi sono suddivise in quattro libri. Il primo libro contiene 38 poesie, il secondo 20, il terzo 30 e il quarto 15. I primi tre libri furono pubblicati nel 731 ab Urbe condita (23 a.C.), il quarto nel 741 (13 a.C.).

## Libro I

### Ode I
(36 vv.; asclepiadei minori)
Pur non avendo una datazione certa si ipotizza che la prima ode sia stata scritta intorno al 23 a.C. La raccolta delle Odi è dedicata a Mecenate con questo primo carme, che il poeta ha premesso, come proemio e dedica, alla pubblicazione dei primi tre libri. In tal modo Orazio attuava l’intenzione di dedicare la sua opera all’uomo che gli fu amico e protettore. Dopo un elenco di differenti stili di vita che le persone seguono, Orazio presenta il suo, ovvero il dedicarsi alla poesia, aspirando un giorno ad essere un grande poeta lirico. L’ode è scritta avendo come modello poeti lirici greci quali Pindaro, Bacchilide e Saffo.

### Ode II
(52 vv.; strofe saffica minore)
La datazione di quest’ode è incerta ma non vi è dubbio che sia tra le più antiche di Orazio, come appare anche dal tono retorico e dallo scarso valore stilistico e poetico. Tuttavia grazie a riferimenti intertestuali è lecito supporre che il termine post quem sia il 30 a.C. e il termine ante quem sia invece il 27 a.C.
Sulla scorta di Tibullo, Ovidio e Virgilio, Orazio rievoca alcuni degli orrendi fenomeni seguiti alla violenta scomparsa di Cesare e scongiura Ottaviano, incarnazione di Mercurio, di farsi mezzo di espiazione. L’augurio all’imperator (per usare un anacronismo) che egli ritorni tardi in cielo è, al tempo stesso, augurio di pace a Roma e di lunga vita al principe.

### Ode III
(40 vv.; sistema asclepiadeo IV)
Virgilio, il grande poeta nonché amico di Orazio, sta per compiere o ha intenzione di compiere un viaggio in Grecia. Orazio si rivolge alla nave che dovrà trasportarlo e la prega di condurlo nell’Attica invocando le divinità marine e il vento favorevole. Quest’ode è un "propempticon" , carme di buon augurio per un viaggio. La protesta contro l’audacia umana, se pur suggerita dal pericolo a cui l’amico va incontro, costituisce il vero tema dell’ode.

### Ode IV
(20 vv.; sistema archilocheo III)
Di datazione incerta, l’ode è dedicata a Lucio Sestio Quirino, appartenente alla ricca nobiltà di Roma. Argomento dell’”odicina” è il ritorno della stagione migliore, la primavera, con Zefiro che riporta la tranquillità sui mari, che si riaprono alla navigazione, così come le opere della campagna e i banchetti, che col bel tempo possono ricominciare. In realtà questo tema anticipa quello che è poi il motivo fondamentale del carpe diem, che si incontra per la prima volta in quest’ode. È questo un motivo centrale nella filosofia epicurea che Orazio segue; la Pallida mors diventa un invito a bere e a divertirsi e insegna che non si accetta la vita se non accettando la morte. 

### Ode V
(16 vv.; sistema asclepiadeo III)
L’elegante carme di Orazio svolge un motivo di poesia greca, che paragona le vicende dell’amore ai pericoli della navigazione e la volubilità delle donne alla viabilità del mare. La Pirra di Orazio è una donna impeccabile nella sua eleganza. Il poeta, di questo amore, ha conosciuto gli aspetti positivi ma anche i negativi, ed ora si rallegra al pensiero che sia giunto al termine; raccomanda al suo rivale in amore di non fidarsi della donna.

### Ode VI
(20 vv.; sistema asclepiadeo II)
In questo breve carme si potrebbe intravedere una dichiarazione di poetica oraziana; il poeta infatti si rivolge ad Agrippa, valoroso generale di Augusto, sostenendo la sua incapacità di celebrare le sue imprese poiché si tratterebbe di poesia epica. Il poeta sostiene infatti che a lui “si affà la poesia leggera dei simposi e dell’amore”, dunque la poesia lirica sulla quale vengono innestati motivi tradizionali che il poeta ricanta anche altrove.

### Ode VII
(32 vv.; sistema archilocheo I)
La prima parte dell’ode presenta la città di Tivoli, accogliente con la sua pace e la sua frescura, e a questa immagine si collega quella che invita a cercare nel vino l’assopimento di ogni affanno. Il poeta dunque consiglia a Planco (figura legata a Tivoli), di trovare sollievo attraverso il vino come facevano gli antichi eroi.

### Ode VIII
(16 vv.; strofe saffica maggiore)
Il motivo del carme, già trattato da Plauto nella Mostellaria, viene riadattato allo sfondo romano: il poeta si rivolge a Lidia, nome tra l’altro non casuale e ricorrente spesso nella poesia erotica, e la incolpa e rimprovera dell’effeminatezza di Sibari, che un tempo eccellente in ogni sorta di esercizio fisico, adesso non ama più la vita virile e anzi se ne sta nascosto come fece Achille alla corte di Licomede perché l’abito maschile non lo trascinasse tra le stragi e le schiere dei nemici. Anche il ritmo è perfettamente adattato a ciò che viene trattato.

### Ode IX
(24 vv.; strofe alcaica)
Nell’ode sono presenti riferimenti ad Alceo, l’ispirazione al poeta greco si limita alle prime due strofe. Alla descrizione di un paesaggio invernale segue l’esortazione a scaldarsi con il fuoco e a bere vino. Orazio non traduce l’opera di Alceo (della quale ci è pervenuto un frammento) ma rielabora l’originale prendendone spunto. La terza parte dell’ode è certamente più lontana da Alceo. Essa presuppone la vita di una città ellenistica, qual è anche Roma al tempo di Orazio,con le sue piazze e i suoi portici, dove gli innamorati si danno appuntamento. La tristezza data dall'atmosfera invernale termina nella terza e quarta strofa, attraverso l’accenno al placarsi della tempesta. Il nome del destinatario Taliarco, è forse fittizio; può darsi che fittizio sia il personaggio stesso.

### Ode X
(20 vv.; strofe saffica minore) 
Porfirione, storico commentatore di Orazio, afferma che l’ode deriva da un inno di Alceo; ma mentre quest'ultimo si atteneva alla materia trattata nell’inno omerico dal quale prendeva le mosse, Orazio invece introduce caratteri che appartengono ad un periodo posteriore al poeta greco. Questi caratteri sono riscontrabili nella concezione di Ermete come dio della parola e maestro della civiltà e negli schemi dell’ode che trattano dei topoi prescritti dai retori per tale tipo di componimento. In questo l’ode si riattacca al genere degli inni cletici che con quest’ode prende il via nell'opera oraziana.

### Ode XI
(8 vv.; sistema asclepiadeo V)
Anche in questo carme è inverno e si sente fischiare il ”vento furioso”. Raccolti nel tepore di una stanza ben riparata, il poeta e Leuconoe (la fanciulla "dagl’ingenui pensieri" ) si godono il loro momento d'intimità. Leuconoe, per passare il tempo, si dedica a calcoli astrologici per sapere se essi vivranno a lungo. Il consiglio dato dal poeta invece è quello di bere e godersi il presente, che è un attimo che non rivivranno mai più; da qui nasce l’espressione che ha reso celebre l’ode: “carpe diem”.

### Ode XII
(60 vv.; strofe saffica minore)
Alla celebrazione di divinità quali Giove, Pallade, Bacco, Diana, e di eroi come Ercole e i Dioscuri, il poeta affianca quella di Romolo e di altri romani famosi e infine quella della casa Giulia e di Augusto. Grazie al riferimento delle avvenute nozze di Marcello con la figlia di Augusto si può datare quest’ode in modo abbastanza sicuro tra il 25 a.C. e il 23 a.C..

### Ode XIII
(20 vv.; sistema asclepiadeo IV)
Il carme rispecchia una situazione puramente fantastica: la gelosia che pervade il poeta nel constatare che la fanciulla da lui amata prova amore per un altro. Nei versi è presente passione e forte coinvolgimento emotivo.

### Ode XIV
(20 vv.; sistema asclepiadeo III)
Senza dubbio quest’ode oraziana si ispira in tutto e per tutto all’ode di Alceo la cui interpretazione allegorica era attestata nelle dello Pseudo-Eraclito. Quella di Orazio invece era già ricorrente al tempo di Quintiliano, che individuava nella nave lo Stato, nelle tempeste le guerre civili, e nel porto invece la pace e la concordia tanto cercate. La differenza fondamentale tra i due è però da ricercare in ciò che da sempre ha costituito il discrimine tra mondo greco e mondo latino, vale a dire l'empatia dei poeti greci che nei latini si trasforma in morale; Alceo infatti viene emulato e non sterilmente imitato da Orazio, che del suo modello ne fa un’opera completamente nuova pur con gli stessi elementi.

### Ode XV
(36 vv.; sistema asclepiadeo II)
Paride veleggia alla volta di Troia, recando sulla nave Elena. Nereo arresta i venti e predice al fedifrago le conseguenze delle sue azioni. L’ode, dall’andamento scolastico, fu composta secondo Porfirione, sul modello di una di Bacchilide.

### Ode XVI
(28 vv.; strofe alcaica)
Di datazione incerta, molti critici riconducono l'ode all’ultimo periodo di attività di Orazio, soprattutto per l’accenno alla dolce giovinezza ormai trascorsa e alla poesia archilochea vista ormai lontana. In realtà questo è indizio dell’avvenuto cambiamento del modo di vedere del poeta, il passaggio dal mondo della poesia giambica e satirica alla lirica. È un’ode questa che rappresenta una vera e propria palinodia verso una donna, ancora ad oggi non identificabile con chiarezza, che era stata oggetto di offese da parte del poeta. Ora invece Orazio si rivolge a questa con un tono scherzoso, adducendo come scusa per il suo comportamento grandi esempi attinti da lontane leggende.

### Ode XVII
(28 vv.; strofe alcaica)
Orazio invita Tindaride nella sua villa sabina, che gli dei proteggono: in quella pace essa non avrà da temere i trattamenti brutali del geloso Ciro. Anche questo è un carme che non ha alcun riferimento alla realtà.

### Ode XVIII
(16 vv.; sistema asclepiadeo V)
La dedica a Varo, se identificato con Quintilio Varo morto nel 24 a. C., porterebbe a pensare che quest’ode sia stata composta prima di quell’anno. Il tema fondamentale è ancora una volta quello del vino che si elogia in quanto capace di ‹‹rendere libero chiunque, pur nelle ristrettezze della povertà››; non se ne deve però abusare se si vogliono realmente trarre dei benefici. A tal proposito il critico Plessis cita un distico di Teognide in cui l’elogio e la raccomandazione sono le stesse.

### Ode XIX
(16 vv.; sistema asclepiadeo IV)
Il poeta, pur dopo aver posto fine agli amori, vi è nuovamente coinvolto. Scrive infatti, che a farlo ricadere nella passione amorosa hanno contribuito la dea Venere, il vino e l’effetto dell’ozio. Il carme è accurato e finemente lavorato.

### Ode XX
(12 vv.; strofe saffica minore)
I commentatori di quest’ode si sono divisi sul significato del testo che può sembrare avere quasi un carattere epigrammatico. Grazie a delle menzioni interne come l’accenno alla malattia di Mecenate e all'applauso con cui il popolo aveva salutato, in teatro, la sua guarigione, si è pensato che l'ode possa essere collocata tra il 30 e il 29 a.C. . Orazio invita Mecenate a bere nella sua villa in Sabina, dove però egli potrà offrirgli solo del vino modesto, a confronto con i vini pregiati a cui l'ospite era abituato; ma è proprio qui che si scorge il vero carattere dell'ode, il vino offerto a Mecenate ha un valore particolare: Orazio infatti l'ha travasato con le sue mani in un giorno di grande gioia per la notizia della guarigione dell'amico.

### Ode XXI
(16 vv.; sistema asclepiadeo III) 
S’invita un coro di giovani a celebrare Diana, Apollo e la madre di questi dei, Latona. Sono attribuiti ai tre dei gli epiteti che risonavano nelle preghiere da secoli e secoli. Il carme era probabilmente destinato all’esecuzione con accompagnamento musicale.

### Ode XXII
(24 vv.; strofe saffica minore)
Di datazione incerta, l'ode è dedicata ad Aristio Fusco, poeta, grammatico e grande amico di Orazio. A lui si rivolge in quanto amante della città, al contrario di Orazio che invece si trova a vivere nei boschi della Sabina dove si possono correre anche gravi pericoli. Infatti Orazio narra del suo incontro con un lupo, il quale però fugge davanti a lui benché fosse senza armi. Questo offre lo spunto ad Orazio per elogiare l'animo dell'uomo onesto e di coscienza pura che non ha nulla da temere perché sicuro della protezione divina che gli deriva dal sapersi poeta ma soprattutto pio.

### Ode XXIII
(12 vv.; sistema asclepiadeo III)
Nonostante la sua brevità, il carme è considerato un importante esempio per la sua naturalezza, semplicità e perfezione formale. Cloe fugge dal poeta, e viene paragonata a un agnello che fugge dal lupo, ad una cerva che fugge dal leone o alle colombe che fuggono dall'aquila. Orazio però non ha alcuna intenzione di fare del male alla ragazza e la implora di fermarsi.

### Ode XXIV
(20 vv.; sistema asclepiadeo II)
Quest'ode è un esempio di inno funebre. È morto infatti Quintilio Varo e Orazio e Virgilio esprimono tutto il loro dolore per la perdita di una persona di così sani valori e virtù che nessun altro potrà eguagliare. Ancora una volta viene qui espresso, seppur indirettamente, il tema della morte, a cui nessun uomo si può opporre e che tutti devono anzi accettare "con pazienza".

### Ode XXV
(20 vv.; strofe saffica minore)
L’ode volge a un motivo, diffuso nella letteratura d’amore già molto tempo prima di Orazio. L’innamorato, nel pregare la donna superba o nel vendicarsi del suo rifiuto le predice la vecchiaia che farà sfiorire la sua bellezza e la umilierà, facendole patire i dolori che ella ha inflitto ad altri. Motivi come questo ricorrevano particolarmente in poesie per lo più di lamento, che il poeta cantava davanti alla porta della donna. Si è supposto che l’ode prenda spunto da Anacreonte. Egli sentiva con particolare intensità il logorarsi della vita nel tempo, il fatale decadimento che è l’esistenza umana. Il poeta, che ne è cosciente, può anche accettarlo; per una donna che ha fondato sulla bellezza il valore della sua vita, la vecchiaia può essere una sofferenza atroce.

### Ode XXVI
(12 vv.; strofe alcaica) 
La datazione di quest'ode, grazie al riferimento alle contese scoppiate tra Fraate e Tiridate per il regno dei Parti, si colloca tra il 29 e il 30 a.C. . È un carme di lode per Elio Lamia.

### Ode XXVII
(24 vv.; strofe alcaica)
Il poeta entra nella sala del banchetto. Fra i convitati, scaldati dal vino, sta per scoppiare una rissa. Il poeta li ammonisce a star calmi. Attraverso una prima pausa la calma si ristabilisce; Orazio viene invitato a prendere parte al simposio e accetta la proposta. In seguito a una nuova pausa si vede il fratello di Megilla schermirsi. Orazio invita il giovane a rivelare di chi è innamorato, segreto che verrà svelato in seguito a una nuova pausa.

### Ode XXVIII
(36 vv.; sistema archilocheo I)
Seppur di difficile interpretazione, molto probabilmente la persona narrante dell'ode è un naufrago insepolto che chiede ad un marinaio di ricoprire le sue ossa con della sabbia affinché la sua anima cessi di vagare e raggiunga finalmente la pace tanto agognata. Ancora una volta il tema principale è quello dell'ineluttabilità della morte, suggerita in questo caso dalla tomba del filosofo pitagoreo Archita.

### Ode XXIX
(16 vv.; strofe alcaica)
Il carme presenta un accenno storico che permette di fissare con probabilità la data tra il 25 e il 26 a.C.. Il prendere parte a spedizioni militari nelle ricche province dell’Oriente era, a Roma, un mezzo per accumulare ricchezze. Con ciò non si deve ritener per certo che Iccio (il destinatario del carme) nutrisse i propositi che gli sono attribuiti. È un malizioso sospetto quello di Orazio che l’intento di Iccio sia quello di arricchirsi.

### Ode XXX
(8 vv.; strofe saffica minore)
Questo carme è un inno cletico in quanto contiene l'invocazione a Venere; il poeta infatti prega la dea affinché ascolti l'invocazione della ragazza da lui amata, Glicera. Riprendendo anche nello stile la tradizione greca, Orazio qui dà sfoggio della sua poesia più elevata.

### Ode XXXI
(20 vv.; strofe alcaica)
Il 9 ottobre del 28 a.C. fu consacrato il tempio del Palatino, promesso da Augusto in seguito alla battaglia navale di Milazzo contro Sesto Pompeo. La costruzione di questo tempio fu affrettata in seguito alla battaglia di Azio, poiché doveva apparire come un segno di gratitudine nei confronti del dio Apollo per la vittoria della battaglia. Orazio immagina di essere uno dei numerosi abitanti di Roma che, visitando il tempio, fecero la loro offerta alla divinità e le rivolsero una preghiera. Il poeta chiede al dio di poter godere del poco che possiede, conservando integra la mente, e di trascorrere una vecchiaia non misera, allietata dal dono della poesia. L’ode è stata composta nel 28 a.C..

### Ode XXXII
(16 vv.; strofe saffica minore)
Quest'ode è ciò che si è definito un componimento di maniera. Al poeta viene richiesto un carme ed egli invoca la lira eolica, un tempo utilizzata dal "lesbiaco vate", ovvero Alceo, alla cui poesia però ora si sostituiscono canti romani di cui egli si fa portavoce.

### Ode XXXIII
(16 vv.; sistema asclepiadeo II)
Gli editori antichi identificano il destinatario di quest’ode, come quello dell’epistola I 4, col poeta elegiaco Albio Tibullo. Orazio cita, nel secondo verso, il nome di Glicera che alcuni identificano come la donna cantata nelle elegie di Tibullo IV 19 e 20 del Corpus Tibullianum; altri considerano Glicera un altro pseudonimo, inventato da Orazio per indicare Nemesi. La parte centrale dell’ode è con molta probabilità, una rielaborazione elegante di un passo di Mosco, un poeta bucolico del II secolo a.C.. Orazio parla dell’amico Albio Tibullo come l’uomo più maturo e più e più saggio, che ha appreso la saggezza, la necessità di accettare le leggi della vita, da un’esperienza difficile.

### Ode XXXIV
(16 vv.; strofe alcaica)
Al tempo delle satire Orazio era influenzato notevolmente dall’epicureismo nella credenza che gli dei non si curassero delle vicende naturali e umano. In quest’ode si riferisce polemicamente ad un passo di Lucrezio. In pochi credono ad una conversione religiosa del poeta, anche se l’influenza epicurea resterà predominante in Orazio. L’ode è il frutto di uno stato d’animo superficiale, non facile da definire. Probabilmente è di origine storica l’identificazione di Giove col Fato e del Fato con la Tyche o Fortuna. Questo componimento è uno dei pochi in cui non è presente un destinatario.

### Ode XXXV
(40 vv.; strofe alcaica)
Il carme è un inno alla dea Fortuna, a cui era stato dedicato un tempio nella città di Anzio, venerata e allo stesso tempo temuta da tutti. La dea è presentata come protettrice dei romani durante le battaglie. L'ode risale probabilmente al 27 a.C.

### Ode XXXVI
(20 vv.; sistema asclepiadeo IV)
Plozio (o Pomponio) Numida (gli scoliasti non sono d'accordo sul prenome e del personaggio non si hanno informazioni) è tornato sano e salvo dalla Spagna (dove, forse, aveva partecipato alla spedizione d’Augusto). Nell’ode viene celebrato il ritorno dell’amico di Orazio con un banchetto. La data del carme potrebbe essere il 24 a.C., nel quale anno Augusto fece ritorno dalla spedizione.

### Ode XXXVII
(32 vv.; strofe alcaica)
Nell’autunno del 30 a.C. a Roma giungeva la notizia della morte di Cleopatra. Nella prima parte dell’ode vi è una reazione immediata di gioia all’avvenimento, presentata come un adattamento all’ode cantata da Alceo alla notizia della morte dell’odiato Mirsilo, tiranno di Mitilene. Tuttavia, nel resto del componimento Orazio si distacca totalmente dal modello e il tono diviene più elevato. Viene descritta la celebrazione di una festa privata per un evento pubblico. La cena doveva essere sontuosa come quella dei sacerdoti Salii. Non vi è però alcuna prova che il banchetto si collochi in una cerimonia pubblica.

### Ode XXXVIII
(8 vv.; strofe saffica minore)
L’ode conclusiva del primo libro ha la funzione di commiato: attraverso essa i poeti antichi esponevano il proprio concetto di poesia, e la funzione che le attribuivano. È probabile che anche questo carme sia a suo modo una “poetica” di Orazio. Il poeta in pochi versi esalta la semplicità come elemento di buongusto e di eleganza. Si pensa che il carme sia stato composto in autunno.

## Libro II
Il secondo è fra i quattro libri delle odi quello più pacato e organico; si tratta di una pacatezza non inerte ma creativa. Le venti odi che compongono il libro presentano una facies di forte e organica regolarità: 4 che non oltrepassano i 40 versi, le altre che non scendono sotto i 20 versi, come se l’autore cercasse l’estensione quantitativa ottimale per i suoi carmi; e non solo l’estensione aritmetica, bensì anche l’assetto metrico più confacente: 12 alcaiche, 2 varie, 6 saffiche.
Le poesie del secondo libro non si pongono nessuna sul piano della emulazione di un modello.

### Ode I
(40 vv.; strofe alcaica)
Orazio destina la prima ode del secondo libro a Asinio Pollione, uomo di molteplici esperienze, ben degno che Orazio gli dedicasse il libro più saggio del suo Canzoniere e parlasse a cuore aperto delle guerre civili compiutesi ad Azio. C’è in quest’ode, specie nella seconda parte, un equilibrio, una virilità di toni e di immagini, che dalla biografia di Pollione acquista rilievo. Asinio Pollione scrive la storia della rivoluzione popolare (motum…civicum), rifacendosi al consolato di Metello Celere, e le cause, gli errori e il ruolo della fortuna nelle varie fasi della guerra. Il poeta, mentre esalta i pregi, che già prevede, dell’opera, consiglia a Pollione di ritornare alla sua attività di poeta tragico. L’argomento gli porge occasione di ricordare con accento commosso e giudicare severamente le guerre civili.

### Ode II
(24 vv.; strofe saffica minore)
Nell’ode a C. Crispo Sallustio, non c’è nulla che risenta della sua personalità complessa, interessante e, nonostante le apparenze, vigorosa. Sallustio possedeva delle miniere di rame nel paese dei Céutroni ed è questo particolare, questa curiosità che in fondo dà il tono all'ode. Il danaro non riceve lustro se non dall’uso sapiente che uno ne fa, specialmente in pro’ degli altri. Bisogna domare il desiderio di ricchezza che non rappresenta il segreto della felicità vera. Più felice è colui che è in grado di disprezzarla.

### Ode III
(24 vv; strofe alcaica)
Quest’ode è destinata a Quinto Dellio, il desultor bellorum civilium, come lo chiamò Messalla, perché passato da Dolabella a Cassio, da Cassio ad Antonio, da Antonio ad Ottaviano. La parte più viva è la terza strofa, un angolo di giardino, quasi romantico, se non ci fosse quel pino marittimo che lo colora di solenne romanticità. L'ode offre spunti biografici, individuati da taluni accademici, che farebbero luce non solo sulla corretta identificazione del destinatario Quintus, ma anche sulle proprietà gentilizie del medesimo: i latifondi 'remoti' nelle terre del falerno nel basso Lazio odierno, il palazzo presente nell'Urbe e la villa urbana (horti) caratterizzata dalla vicinanza del Tevere, dai boschi e dalla presenza di pini e pioppi compatibili con una collocazione in altura e con presenza di acqua. Tale proprietà andrebbe ricercata nell'immediata fascia urbana esterna e in particolare sul colle Gianicolo in considerazione della fazione di appartenenza gelliana, sillana e pompeiana. I riferimenti aulici a re Inaco, genia di Oceano e Teti e comune attribuzione gelliana già secondo Catullo, e al pioppo, con etimo ricollegabile anche al cognomen 'poplicola', fornirebbero conferma all'intuizione del Vulcanius.

### Ode IV
(24 vv.; strofe saffica minore)
"È una delle più deliziose, squisite odi oraziane, in cui non sai dove finisce lo scherzo e dove comincia la verità, la poesia..."
L'aristocratico giovane Xanthia della Focide è in disagio perché tutti sanno e vedono il suo amore, la sua predilezione per un'ancella comprata, per Fillide bionda. Orazio gli suggerisce che anche giovani eroi amarono perdutamente le loro schiave di guerra: Achille con Briseide, Agamennone con Cassandra. Nel caso in ispecie può darsi che Fillide sia figlia di principi o potenti e i suoi Penati non l'hanno protetta dalla cattiva sorte; ma chiunque la veda ne ricava tale impressione: il bel volto, i capelli biondi, le bellissime gambe.

### Ode V
(24 vv.; strofe alcaica)
Solitamente Orazio indica il destinatario delle sue odi, in questo caso però ciò non avviene. C'è però un pronome, un "tu" da cui si desume che si tratta di un colloquio dell'autore a se stesso. Egli è innamorato di una adolescente, Lalage, non ancora abbastanza matura all'amore. Egli la guarda intenerito e rammaricato perché sa che con il passare del tempo lei crescerà e cercherà il suo compagno che potrebbe non essere lui.

### Ode VI
(23 vv.; strofe saffica minore)
Nel carme elaborato, che richiama alla mente l’undicesimo di Catullo, dello stesso metro, si manifesta il desiderio nostalgico di pace, pur senza turbare la linea classicamente composta. L'ode destinata a Settimio testimonia che l'amicizia con Orazio è antica, forse dal tempo di Filippi; se ne può dedurre un incontro in cui Settimio ha parlato di viaggi e luoghi nuovi e fortuna; ma le parole sono cadute in un momento di profonda preoccupazione, che nel poeta si manifestava sempre più spesso, sostanziata dall'ansia, quasi dalla paura della vecchiaia e della morte.

### Ode VII
(28 vv.; strofe alcaica)
È un'ode all'amicizia dove Orazio scrive del ritorno di Pompeo Varo a Roma, quando dopo Filippi era stato ripreso dal desiderio della contesa civile. Il suo ricomparire nei Quiriti per l'amnistia che nel 29 a.C. il principe concesse ai suoi avversari politici è per Orazio un evento grande, quasi sacro: è la contrapposizione tra passato e presente a dare vivacità alla composizione.

### Ode VIII
(24 vv.; strofe saffica minore)
L'ode è il ritratto di una donna ammiratissima e corteggiatissima della società romana al tempo del poeta; ma il ritratto non rende giustizia alla bella figura della donna di cui egli parla, infatti il brano era la parodia incredula dei giuramenti nell'amore.

### Ode IX
(24 vv.; strofe alcaica)
Intorno a questa ode breve le critiche sono state molte e non è semplice definire a quale genere letterario essa appartenga. Non è un'ode-epicedio (cioè un pianto di lutto per qualcuno morto) e neanche un biglietto consolatorio per la morte dell'amico Valgio Rufo,l'impronta che meglio gli si addice è quella di un sentimento di amicizia che porta Orazio a mettere in verso un unico consiglio. Valgio Rufo era letterato notevole nella cerchia di Mecenate e covava anche aspirazioni politiche, infatti nel 12 a.C. giunse ad essere console. Nel 25 a.C. (l'anno dell'ode) aveva manifestato tutto il suo dolore per la perdita di Mista, giovinetto da lui amato. Orazio rispetta il suo dolore e lo invita a pensare ad altre cose che son ben degne di essere cantante come la campagna che Augusto va conducendo contro i Cantabri nella Spagna. Ci sono cose pubbliche importanti almeno quanto quelle private. Dunque per dirottare Valgio ad altro impegno letterario gli presenta il quadro delle stagioni che non sempre si svolgono a danno della terra, Orazio apre gli occhi di Valgio a una pubblica realtà di ben altro peso e valore.

### Ode X
(24 vv.; strofe saffica minore)
È stata definita "l'ode dei luoghi comuni" , e un poco rimane così, siccome l'autore non è riuscito a trasporre concetti complessi e articolati nella composizione lirica. Orazio decide di dedicare l'opera a Licinio Murena, fratello di Terenzia, moglie di Mecenate, ambizioso console nel 23 a.C. fondatore di Augusta Pretoria, l'odierna Aosta.

### Ode XI
(24 vv.; strofe alcaica)
L'ode presenta una nettissima bipartizione: 12 versi per le ansie, 12 versi per le gioie. Se la prima parte si può considerare la ripresentazione consueta del modulo morale oraziano, anche la seconda parte non esce dalla ripresentazione consueta; Sciti e Cantabri e Parti non erano più da temere in immediato e in assoluto; e non c'era pericolo di insufficienza delle cose necessarie alla vita; la legge della caducità si affacciava sulla gioventù di tanti, ma non era ancora tragedia; e c'erano cose supreme che solo gli dei potevano regolare: intanto molta gente si macerava di scontenti, malinconie, inquietudini. La composizione del carme in cui risuonano motivi cari al poeta ed espressi con accento personale, in base alle allusioni storiche contenute, si può con probabilità fissare al 26-25 a.C.

### Ode XII
(28 vv.; sistema asclepiadeo II)
L'ode è dedicata a Mecenate. Nella seconda parte è ricca di immagini delicate e piene di grazia. Orazio canta l'amore ricambiato tra Mecenate e la sua sposa a cui dedica un ritratto bellissimo. Dall'accento storico contenuto nel v.12 si può pensare che l'ode sia stata composta nel 29 a.C.

### Ode XIII
(24 vv.; strofe alcaica)
L'autore prende come spunto per il suo carme la caduta di un albero nella sua villa Sabina. La prima parte dunque ha come segno che la contraddistingue l'iperbole ironica e incredula. Colui che primo pianto' l'albero malaugurato poteva essere il miglior buon uomo del villaggio. Al malaugurio di quell'albero che stava per uccidere Orazio non ci credeva neppure il soggetto dell'infortunio: ma l'idea serviva soprattutto al poeta per creare una sequenza letteraria insolita, presa dalla credenza popolare che le persone del malaugurio sono colpevoli chi sa di quali ignote crudeltà.

### Ode XIV
(28 vv.; strofe alcaica)
È una delle Odi più lodate del canzoniere di Orazio. Nell'ode non c'è l'ironia della persona superiore per Postumo, persona comune in pace con se stesso e con gli uomini, con gli dei e con le cose, con i suoi beni e le cure che ne mostra; non c'è il disegno di un paesano ricco, possidente, ingenuo, ignaro cui qualcuno possa fare l'esortazione: essendo breve la vita, non perdere i beni che possiedi, non farli cadere nelle mani dell'erede: il carme non è scritto per consigliare o confortare. È scritto al plurale per contemplare il fatto terribile della morte. "Postumo" cioè il destinato a finire non è solo l'amico cui è destinato il carme, i destinati a finire sono tutti i viventi, siccome morire è necessitas, siccome morire è finire. Vecchiaia e morte non sono reparabili: qualunque devozione non rende pietoso Plutone: egli è il nume della necessità. In questo componimento a regnare è la pietas esistenziale.

### Ode XV
(20 vv.; strofe alcaica)
L'ode quindicesima non attira troppi elogi e non conduce a svolgimento compiuto il suo tema: quasi come argomento che rimanga in sospeso o per difetto di impostazioni. Per alcuni interpreti l'ode si ritrova senza destinatario, ed è parsa come un preludio delle Odi romane del terzo libro, infatti che il componimento sia romano ce lo dice la deplorazione che a Roma un vastissimo spazio utile all'agricoltura sia stato utilizzato per costruire edifici e ville private, sempre più simili alle case dei re, infatti si mette in mostra il lusso per passione di piacere e grandezza.

### Ode XVI
(40 vv.; strofe saffica minore)
È una delle Odi di contenuto morale e filosofico di Orazio. La pace non si acquista né con le ricchezze né con l'ambizione. Si procaccia limitando e modellando i propri desideri non curandosi del domani e inquadrando la propria sorte disgraziata di tutti. Il carme si distingue per l'accento di sincerità e la nobiltà delle immagini.

### Ode XVII
(32 vv.; strofe alcaica)
Alcuni hanno voluto leggere in questo componimento il rituale di costume del cliente col suo patrono, del protetto col suo protettore nel quale può avvenire un mutamento quando c’è alla base un affetto ricambiato, un rapporto che consente di parlare l’uno al cuore dell’altro senza reticenze. Mecenate è ansioso e rattristato della sua condizione di salute, è angosciato dal pensiero di lasciare d’un tratto i suoi cari e quello che gli è caro: Orazio vuole scongiurare questo timore e gli dice che essendo lui la grande sua gloria e il sostegno della sua fortuna egli non può rimanere sulla terra vivo solo a metà, per cui si dovrà avverare il giuramento che insieme andranno verso l’ultima meta; perciò come egli ora è vivo così vivente sarà anche Mecenate.

### Ode XVIII
(40 vv.; sistema ipponatteo)
Orazio, ancora legato alla metrica degli Epodi, descrive la sua villa in Sabina, evidenziandone l'apparente povertà, compensata dalla ricchezza di affetti. 

### Ode XIX
(32 vv.; strofe alcaica)
Orazio cerca, per non cadere nel binario retorico del genere letterario, un modo proprio per celebrare la figura di Bacco. Egli si sente nella condizione di cantarne le lodi: la sua tendenza a distruggere e punire, e di far felice i suoi fedeli con vino e latte. Il valore di combattente accanto al padre Giove in difesa del suo regno, la sottomissione delle forze della natura alla sua volontà. Tutti questi atti contribuiscono a dare della sua figura una visione completa: benefico e vendicatore, misterioso e terribile, e capace di adattarsi alle cose della guerra così come a quelle della pace.
L'opera si addentra nella dimensione del sacro, insolita per l'autore.

### Ode XX
(24 vv.; strofe alcaica)
Quest’ode può essere definita il congedo dell’opera siccome essa sola ha i segni concettuali che legano ai canti composti, essa si sostanzia col riassunto che fa l’autore della sua opera d’artista. Qui c’è la fiducia del poeta di sentirsi maturo, di essere ormai esperto a un proseguimento: in tal senso la finzione del poeta-cigno apre l’orizzonte dalla cadenza alla perennità. Il poeta predice la propria immortalità, sotto la figura della sua trasformazione in cigno, l’uccello sacro di Apollo, che volerà su tutte le regioni della terra, facendosi risonare il suo canto.

## Libro III

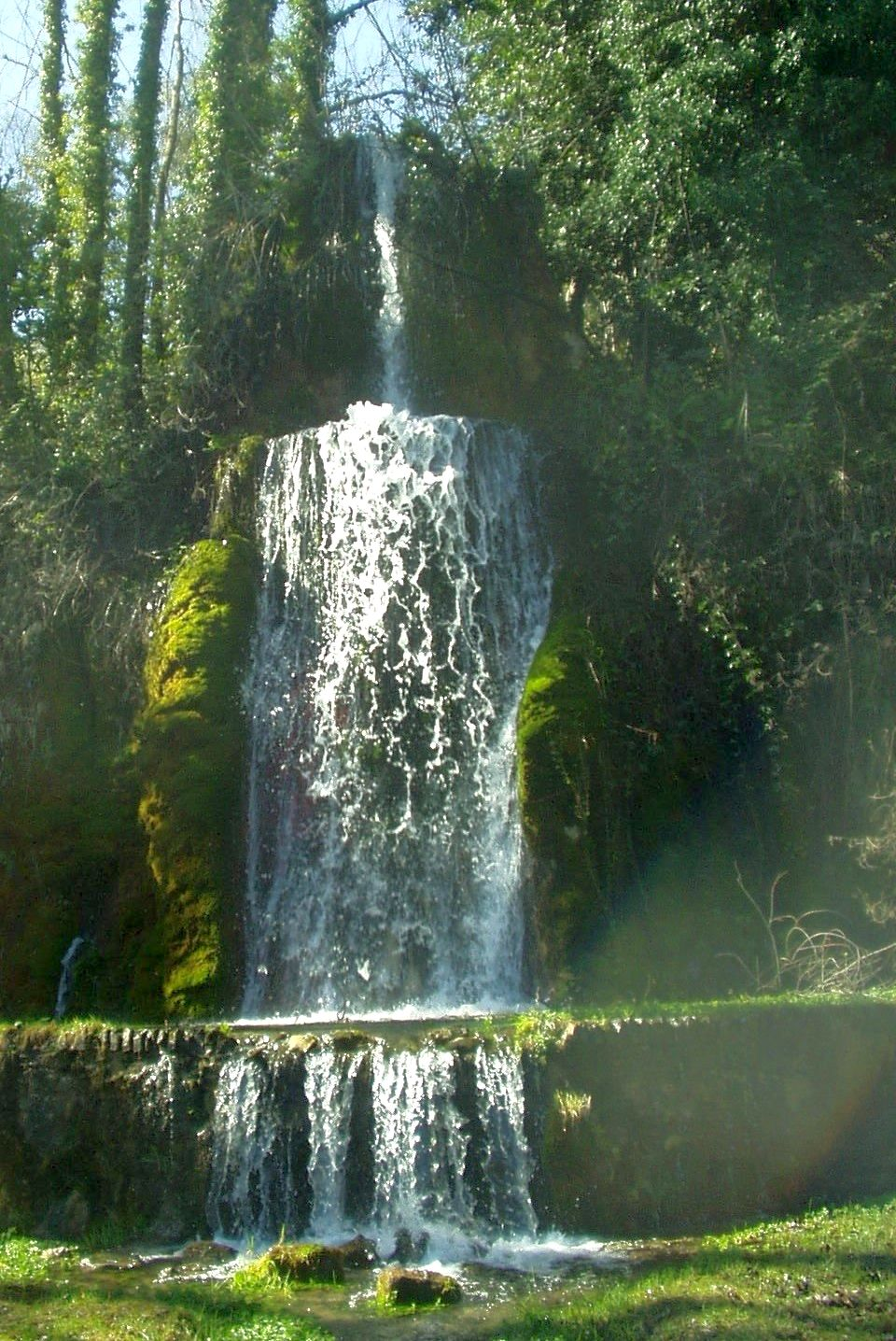
La fons Bandusiae citata nel terzo libro.

Il libro terzo è il vero e proprio compimento del progetto lirico dell’autore. In questa raccolta Orazio esalta i motivi e i generi già canonici nella lingua greca e che l’autore ripropone nel linguaggio italico e latino. Nella letteratura amorosa le serenate si sviluppano in forma patetica o drammatica, invece la serenata dell’ode 10ª è simbolo dell’ironia italica e dei suoi luoghi. Altro tema della letteratura d’amore è il contrasto tra gli innamorati, Orazio lo rielabora in un dialogo diretto, semplice e bello, organizzato in tre parti distinte. Le 30 odi del libro offrono nozioni del mondo oraziano che non è più greco, anche in alcuni particolari della poesia amorosa dedicati a fanciulle dal cuore italico. In alcune sue odi emergono i ricordi evocati dai luoghi natali di Apulia e Lucania, dove da umile Orazio riuscì a raggiungere le vette della letteratura.
Nella maggior parte di questi suoi componimenti compaiono gli dei: Venere è avvertita presenza in tutte le sue poesie d’amore, in più il gran numero di preghiere a lei dedicate è dovuto alla devozione e alla credenza e non per pura abitudine di costume o di letteratura. Altra divinità ricorrente nei componimenti oraziani è Bacco, dio liberatore ed italico, che offre all’uomo il bene spirituale e fisico. Già dalla sua prima ode, Orazio distingue il poeta mortale e quindi comune dal suo ruolo di vate della lirica: è evidente il suo avvertire la vocazione al compito di essere poeta, ma anche il fine di trasmettere un dono ed un bene interiore al lettore. Nelle odi Romane, tradotte anche come “Odi ai Romani” ha compreso che portare in lirica la storia di Roma significava cogliere e fermare la vicenda della romanità in ciò che ha di perenne, perciò le Odi ai Romani nascono tardi e maturano al termine del progetto lirico, col terzo libro. Esse non sono un poemetto, ma una rivisitazione lirica di qualche punto contemporaneo alla vita dell’autore da cui il suo cuore si slancia verso il sublime, sottolineando gli ideali romani che provengono dal suo animo e che non gli sono stati suggeriti da altri.

### Ode I
(48 vv.; strofe alcaica)
Le Odi Romane non sono indirizzate a personaggi specifici, ma sono dirette all’intera società romana. I primi quattro versi spiegano questo nuovo significato che esse vogliono assumere e chiedono un nuovo modo di ascolto che fino ad all’ora non c’era mai stato. L’ode si struttura in due parti concettuali: la sacralità della vita e la pietas (versi 1-24); la ricchezza e la saggezza; legame tra le due parti è il costume agricolo degli avi. Appare sacro anche il buon governo (imperium) per il quale i popoli hanno reverenza dei re, i quali hanno referenza di Giove, sovrano della storia della natura. Appare sacra anche la necessitas, che è provvidenza e giustizia nel suo mutare. L’empio è colui che non è pius. Il senso sacro del reale e dell’esistenza è raffigurato nella vita umile dei campi; vita che può essere rovinata dall’avidità, dalla cupidigia: e le gioie della vita agricola producono da se stesse la sofferenza. Passando all’uso dei beni dell’agricoltura come mezzi di arricchimento le gioie sfociano in affanni, preoccupazioni e disagi. La morale è che ricchezza non produce felicità.

### Ode II
(32 vv.; strofe alcaica)
L’autore parte da un concetto strutturale per cui la composizione dovrebbe prendere corpo dal concetto di virtus: il soggetto a cui è indirizzata questa esaltazione della virtù sono i giovani a cui Augusto indirizza il suo programma di restaurazione essendo più disponibili a recepirla. Il poeta nel mettere in versi la triplice geminazione della virtus si avvale della tecnica “pindarica” adombrativa dei silenzi in modo tale che non si trovano passaggi dalla prima parte nelle altre due. Così facendo la parte più bella e compiuta rimane la prima: la virtus come valore guerresco. La durezza della milizia educa e tempra i valori bellici. Anche la politica allena la libertà morale della virtù: dominare secondo il bene i vantaggi del potere senza soggezione al capriccio del popolo. Poi si passa a parlare del terzo volto della virtus, cioè la devozione religiosa. L’unico difetto di questo componimento è il mancato risultato d’assieme dovuto alla carenza di sviluppo e all’incompiutezza della forma, infatti non è l’ode maggiormente apprezzata dagli studiosi.

### Ode III
(72 vv.; strofe alcaica) 
Le prime due strofe sono uno dei pezzi gnomici più ammirevoli dell’autore: lo sono perché eroizzano senza forzature la gnome (cioè giustizia e costanza del proposito). Il carme si presta a una spontanea romanizzazione del soggetto e a uno slancio mitizzante della storia intenso e originale. Giunone riporta gli Dei alla fine della guerra di Troia. Il popolo dei Quiriti è sulla terra il popolo eletto degli Dei, ma c’è una condizione che vincola ciò: Troia non deve risorgere mai più. Tale divieto è un fato di cui la dea si farà custode. Il discorso si apre con un’esclamazione di dolore non di vendetta, quasi Ilio apparisse alla dea come città e come popolo, e si chiude con la desolazione della donna che ha perduto tutto. Romana e profonda è la passione del carme. È presente anche un’efficace digressione della dea sull’avidità dell’oro che sta alla base delle conquiste imperiali e mediterranee.

### Ode IV
(80 vv.; strofe alcaica)
La quarta ode è dedicata a Calliope musa simbolo della poesia più elevata, la poesia epica, ma in realtà il reale tema che sviluppa è romano (le guerre civili e la loro fine), e il personaggio principale è Ottaviano che ama le Muse ed è caro ad esse, ama la poesia e se ne alimenta, ama gli Dei e quello che il loro aiuto incivilisce. Un’analisi del carme come adulazione e lode non avrebbe fondamento su cui sostenersi, mentre spira l’intento di far capire il miracolo civilizzante della poesia. È un’unione di poesia e politica, di ethos e storia, di ideale dei poeti e dei governanti. L’autore ha diviso la poesia in tre parti: quella autobiografica, quella politica e quella mitologica. Delle tre la prima è la più bella specialmente nella parte evocativa dei luoghi natali. Nella parte seconda sembra che si annebbi la felicità strutturale della composizione. La terza parte comprende i versi 64-80. All’unione di ethos e mito, di ethos e storia conveniva come dea padrona solamente la regina del canto epico: Calliope.

### Ode V
(56vv.; strofe alcaica)
Quest’ode riceve la sua motivazione dal dolore per la decadenza dello spirito militare. Le guerre erano finite, ma gli animi erano in contraddizione. Perciò nel 27 a.C. il Senato decretò a Ottaviano il titolo di Augusto. Centro del discorso di quest’ode è Attilio Regolo. Regolo è pensato dal poeta come persona tragica e unica, non invenzione di un eroismo che non ci fu. L’autore se ne serve come esempio educante. Regolo non esclude la sua colpa di comandante nel condannare la viltà dei soldati romani di Clupea, arresisi ai Cartaginesi senza lotta; viene a Roma per scontare la sua colpa, per tornare a Cartagine a ricevere la morte. Ciò che è bello è che il poeta immagina di suo ciò che non è nel racconto storico. Tutta l’ironia amara sul cuore invigliacchito dei soldati è la forte allegoria su qualunque viltà presente e serve a risvegliare il cuore degli ascoltanti ad un nuovo sentimento eroico della milizia. Il carme è autonomo e pieno nella sua poesia.

### Ode VI
(48 vv.; strofe alcaica)
Questa è l’ultima ode del ciclo indirizzato ai Romani. Orazio, abitualmente sereno e saggio, qui appare triste e tormentato. Dopo cinque odi di riflessione e fiducia, viene questa di scoramento: di cui l’autore ha forzato la cronologia ponendola all’ultimo posto del ciclo. La movenza di pretesto è la ricostruzione dei templi degli Dei per opera di Augusto; qui però non si parla di Augusto ma della colpa di incuria e di abbandono che la bufera delle guerre civili ha comportato. Colpa che nel tempo le generazioni si sono trasmessa e che poi ha leso il popolo e la patria. Da tanta oscenità l’animo fugge e balza al passato per trovare dei tempi in cui il popolo visse le virtù. Sembra irreparabile il danno che porta nella società degli uomini il passare degli anni.

### Ode VII
(32 vv.; sistema asclepiadeo III)
Il carme è una composizione leggera e tutt’al più ravvivata dall’umorismo e dall’ironia sull’infedeltà di Gige e sulla fedeltà di Asterie, oppure riconducibile al gioco di salotto sull’ambiguità del cuore e del pianto di una donna. Invece il sorriso oraziano c’è ma fuori da qualunque giudizio morale. Il luogo dove Gige attende che passi il tempo tempestoso è Valona (in Albania); è una casa ospite dove c’è una donna ospite che può conoscere la dimestichezza di una moglie, che piange per ansia sincera. Orazio sa della corte spietata con cui il vicino Enipeo circuisce Asterie, ma Orazio conosce il significato vero di quel pianto e vuole aiutare Asterie.

### Ode VIII
(28 vv.; strofe saffica minore)
Quest’ode ci offre la freschezza sincera delle cose accadute. Mecenate giungendo nel rifugio campagnolo di Orazio nella villa Sabina, lo trova impegnato, il primo giorno di marzo, la festa dei matronalia a ornare la casa come per sacro rito alla divinità che Mecenate non riesce a identificare. I fatti proseguono con l’ospite tra i versi fluidissimi e armoniosi che mantengono il lettore tra il sorriso e la saggezza. Il dio per cui si prepara il sacrificio è Bacco, salvatore per Orazio dalla caduta dell’albero marcio avvenuto esattamente un anno prima e che ora il poeta celebra per ricorrenza: ecco il motivo che Mecenate non poteva capire. C’è una salvezza migliore di quella della caduta di un albero, la quale dopo un anno si può anche dimenticare: la festa a Bacco è il ringraziamento per il suo favore e la sua protezione: è la salvezza dal quotidiano.

### Ode IX
(24 vv.; sistema asclepiadeo IV) 
Ci sono tre parti di due quartine ciascuno: la prima quartina spetta all’uomo, la seconda alla donna; aggressivo e riflessivo l’uomo, immediata e appassionata la donna; nella terza emerge il sentimento di fondo del contrasto, che è il riaccendersi dell’antica fiamma. Per cui le prime due strofe diventano scampi di rimproveri per il mutato amore; le altre due sono l’enfasi scambievole dei due parlanti per il nuovo amore che li avvince; le ultime due strofe hanno il palpito della fiamma riaccesa. L’ode non si può definire un breve gioco di galanteria, ma è l’osservazione del cuore innamorato, la scoperta portata all’essenziale dei chiaroscuri e delle contraddizioni.

### Ode X
(20 vv,; sistema asclepiadeo II)
Questo “pianto davanti alla porta” è dedicato a Lice, crudele contro il suo amatore che è Orazio. Il motivo d’amore non è dimensione poetica, l’interesse che le dà l’impronta è squisitamente letterato. Il poeta latino sceglie per l’ode la struttura per piangere la protervia di Lice, senza inimicarsela e la cala nell’ironia. Lice lascia perire Orazio sulla porta e non lo accoglie in casa almeno a difenderlo dal rigore di una notte di inverno romana. Lo spasimante ha pur la forza di mandare la donna al paese che le si addice e di liberare il fianco dal freddo e dall’acqua piovana.

### Ode XI
(52 vv.; strofe saffica minore) 
Quest’ode nasce come stimolo inventivo da un’invenzione pindarica. Può sembrare che l’ode prenda le mosse dalla reticenza di Lide all’amore e che la mette di fronte alla sublimità umana del vero amore. Col libro terzo i motivi d’amore cominciano a diventare autonomi. Lide rimane un ritratto a sé bello e compiuto di adolescenza che si avvia all’amore.

### Ode XII
(12 vv.; ionici a minore) 
Emerge la figura umana dell’innamorata, in questo caso Neobule. Infelice per i lavori domestici viene distratta dal figlio alato di Venere che la inganna e le nasconde cestello. Ma in verità è la vista di Ebro che la stranisce. Il lamento si risolve nella contemplazione e nel sospiro. Molti hanno pensato che sia uno dei primi componimenti lirici dell’autore. Neobule è tra i ritratti “italici” più belli del canzoniere.

### Ode XIII
(16 vv.; sistema asclepiadeo III)
Banzi è il luogo d’infanzia del poeta il cui nome deriva dalla ninfa Bandusia. Il nome della ninfa e della località bisogna supporli più antichi dello stesso celebratore. Il ricordo muove e si congiunge con un sentimento religioso, ma trova qua e là il suo accento proprio di vibrazione dalla natura e dalle cose.

### Ode XIV
(28 vv.; strofe saffica minore)
Nella primavera del 24 a.C. Augusto tornava dalla Spagna vittorioso sui Càntabri: furono decretate solenni feste pubbliche, delle quali si sente parte anche il poeta. Orazio rispetta la gerarchia del giorno di ringraziamento che appartiene anzitutto alle donne che prima esprimevano parole di dubbioso augurio e che ora si esaltano in parole di felicità: non segni di una gioia qualunque, ma di una gioia che è sacra agli dei.

### Ode XV
(16 vv.; sistema asclepiadeo IV)
La brevità denuncia l’appartenenza al genere dell’epigramma che prende la struttura di un parallelo di lussuria tra la madre vecchia e la figlia giovane. Il piccolo componimento si appresta quindi a cogliere un intero e uno spaccato di costume realistico e vigoroso. Questa breve lirica è un esempio della pienezza d’arte cui Orazio è giunto con il libro terzo delle odi.

### Ode XVI
(44 vv.; sistema asclepiadeo II)
Questo componimento non va letto come un'ode gnomica, ma come una "epistola" gnomica ante litteram: l'epistola contiene spunti privati, culturali e interiori che un'ode non riesce a comunicare. In molte opere Orazio comunica il suo rifiuto della ricchezza, ma la paura di questa la può confessare solo in un componimento confidenziale e all'orecchio di un amico. L'anno di composizione di questa ode è forse quello del rifiuto al ruolo di segretario di Augusto: l'allegoria dell'abbandono della legione dei ricchi ha significato solo come rinuncia a una posizione di favore che avrebbe portato alla ricchezza. Quindi Orazio prende una posizione di onestà: egli vuole una ricchezza che non lo umilii. Orazio è ricco di un bene morale, che esige sacrificio. Contro la moneta e il suo potere corruttore non c'è scampo: dopo alcuni esempi mitologici sono presenti esempi storici, da Filippo il Macedone a quelli recenti delle guerre civili. L'elogio della parsimonia assume un significato sincero e personale che solo ad un amico si poteva comunicare.

### Ode XVII
(16 vv.; strofe alcaica)
Per Elio Lamia la scena si sviluppa nella vigilia di una festa ed è tutta paesaggio: in una prima parte paesaggio indiretto, quadro del Garigliano e delle paludi di Marica alternato ai discorsi sugli antenati; in una seconda parte il quadro comincia fuori dalla sponda di Formia che Euro riempie di alghe, passa alle tante foglie che cadono dagli alberi, alla pioggia che inumidirà tutto e all'interno, intorno al focolare dove il vino spezzerà il rigore e il padrone di casa con l'intera famiglia farà festa al Genio tutelare.

### Ode XVIII
(16 vv.; strofe saffica minore)
Quest'ode è caratterizzata dalla sua bellezza paesistica la quale assume sacra gioia festiva e fede che si abbandona alla preghiera. La presenza del Dio invade la natura, gli animali e gli uomini che sono presi nell'incanto sacro.

### Ode XIX
(28 vv.; sistema asclepiadeo IV)
La scena di quest'ode si apre con un banchetto per festeggiare l'entrata di Lucio Licinio Murena nel collegio dei sacerdoti auguri. Ciò che importa descrivere a Orazio è un convito autunnale e le emozioni con cui egli visse tale avvenimento Qualcuno si è chiesto se questo banchetto sia veramente avvenuto o se sia solo frutto dell'immaginazione del poeta. Molta importanza assme il numero tre, che fa da cerniera ai vari particolari riportati nel componimento: i tre vacui discorsi sulle antichità greche, le tre notizie materiali della ospitale accoglienza, i tre quadretti d'amore. Un vero e proprio esempio del concetto ideale di convito, certamente ricorrente nelle opere oraziane ma ognuno ha la propria individuazione e impronta.

### Ode XX
(16 vv.; strofe saffica minore)
Queste strofe d'amore sono un esempio di ironia di costume, dato che il fine non è quello di creare un quadro della società galante augustea, ma intendono descrivere la stravagante infatuazione degli efebi e ne è preso di mira l'esemplare più bello: Nearco. Pirro contende la conquista di Nearco alla donna che lo ama follemente e ne difende il possesso, come la leonessa Getula difende i suoi piccoli. Il rivale si prepara all'assalto, ma lei non si intimidisce e affila le sue zanne, che non lasciano speranze al rivale: avanza tra i giovani che protegge Nearco. Intanto l'arbitro dello scontro tiene sotto il piede la palma in segno di ripudio della gara mostrandosi indifferente all'uno e all'altra, infatti è occupato a far ondeggiare i suoi capelli, divino come Nireo o Ganimede. Non è una scena d'amore, ma l'esatto opposto.

### Ode XXI
(24 vv.; strofe alcaica)
Questa non è un'ode celebrativa di Messalla per la sua vittoria sugli Aquitani e nemmeno un'ode conviviale di invito a Messalla in casa di Orazio, ma è un dono di letterato al fondatore di un circolo letterario nella Roma di Augusto. Il dono doveva essere degno della persona, e lo è, tanto da porlo accanto a personaggi celebri della saggezza, della virtù e della bevuta come Catone il censore e Catone l'Uticense: il vino fa umana anche la virtù ringhiosa, offre all'occhio altrui i segreti dei sapienti e addirittura può trasformare il povero umiliato in campione di coraggio e fermezza. L'ode all'anfora non rispetta solo l'ordito di un inno religioso e non è nemmeno un inno creato della fantasia come gioco poetico, ma esso ha un concettoche lo conduce dalla prima all'ultima strofa.

### Ode XXII
(8 vv.; strofe saffica minore)
Questo è un piccolo componimento in cui tutto converge a celebrare la divinità di Diana nella prima strofa vengono elencati tutti gli attributi del suo nume. L'ode è una dedica-preghiera, semplice e sincera per affidarsi alla divinità.

### Ode XXIII
(20 vv.; strofe alcaica)
Il tema fondamentale del componimento è la religione. Viene riportata ad esempio la religione di Fidile, che rappresenta l'universalità della religione che è di tutti e non è la classica devozione contadina, è il modo di fondo come la sente il cuore dei colti e il cuore del popolino. Orazio dimostra che il cuore di chi prega è puro.

### Ode XXIV
(64vv.; sistema asclepiadeo IV)
In questa composizione il pathos la fa da padrone. L'abbrivo dei primi 24 versi è davvero efficace: sviluppa il confronto tra il costume sano dei barbari e quello corrotto dei Romani. Solo colui che porrà fine alla corruttela, all'avidità e alla lussuria potrà essere il padrone del mondo. a poco a poco l'ode è andata perdendo sviluppo e slancio: da una prima parte vigorosa, non si è poi svolta un'idea poetica. Questa è un'ode profondamente romana e appare un Orazio con una spiccata responsabilità di cittadino per affrontare un grande tema civile-morale. L'ode rimane senza risposta: il fallimento dell'ode è il dato di una crisi etico-storica e non di una crisi d'arte.

### Ode XXV
(20 vv.; sistema asclepiadeo IV)
Orazio qui canta l'invasamento Dionisiaco come ingrandimento della fantasia per il canto: è un inno al Dio. Il poeta avverte questa nuova energia proveniente dal Dio e questa nuova voce, perciò cerca luoghi degni per esplicarla.

### Ode XXVI
(12 vv.; strofe alcaica)
Il poeta è alla vigilia di appendere le armi della milizia d'amore nel tempio di Venere marina. La passione lo spinge a una preghiera: desidera che la Dea colpisca Cloe disdegnosa. La richiesta appare aggraziata e sincera.

### Ode XXVII
(75 vv,; strofe saffica minore)
Questo è il componimento per il quale si trova più materiale di raffronto, nella letteratura latina Catullo [7] e Virgilio [8], nella letteratura greca invece una ballata di Bacchilide e un idillio di Mosco. Quest'ode è una poesia di viaggio: sviluppa tre auguri di partenza, quello buono a Galatea, quello triste ai cattivi e quello mitico-erotico-patetico del ratto di Europe. Emerge il fascino del mistero, dell'ignoto, del pericolo sulla imprevedibile sensibilità femminile. Galatea vede il pericolo della stagione, ma vuole continuare a esplorare; Europe è affascinata dal toro: l'ignoto la prende e la fa innamorare, diventa donna ma continua a tormentarla il pensiero della fanciulla che ormai non è più. Alla fine Venere le svela l'amore di Giove e il viaggio nell'ignoto si conclude felicemente.

### Ode XXVIII(16 vv.; sistemaasclepiadeoIV)
Il giorno della festa di Nettuno, che cadeva il 23 luglio, Orazio giunge nella casa di Lide, la sua amica citarista. Il poeta immagina l'amica nei suoi modi compassati e tendenti alla parsimonia. La lirica è la descrizione minuta e viva di un giorno di festa vissuto in una città animata e allegra dalla quale il poeta si isola.

### Ode XXIX
(64 vv.; strofe alcaica)
L'ode pare sia l'invito a Mecenate perché trascorra nella villa Sabina di Orazio una pausa della contemplazione tormentata della grande Roma. Il punto di sviluppo dell'ode è il saper vivere la gioia e la semplicità delle piccole cose, saper godere della pienezza morale del poco. Quest'ode è il punto d'incontro e di frizione tra l'autarchia del saggio e la pena di Orazio uomo per la precarietà esistenziale.

### Ode XXX
(16 vv.; sistema asclepiadeo I)
Quest'ultima ode appare alta e sublime per darle un'aria commossa in seguito al grande obiettivo conseguito. Orazio è riuscito a rendere la lirica latina degna succeditrice della lirica greca e sa di essere stato il primo a riuscire in questo progetto. Tuttavia ciò che gli è più caro è che il suo paese, il suo luogo d'origine non tacerà mai riguardo alla sua gloria di poeta.

## Libro IV
Il libro IV, elaborato probabilmente a partire dal 16 a.C., fu pubblicato nel 13 a.C. e contiene 15 odi.
Come sostiene Giuseppe Lipparini, traduttore e curatore delle odi nell'introduzione all'opera: 

### Ode I
(40 vv., sistema asclepiadeo IV)
Il primo carme del quarto libro delle Odi oraziane introduce la figura di Cinara, la donna che rappresenta la giovinezza, l'amore, a cui Orazio ha ormai rinunciato per l'avvicinarsi della vecchiaia; nelle ultime due strofe viene ripreso il motivo dell'amore attraverso il personaggio di Ligurino.
L’inizio si configura come una apompè, cioè come una preghiera destinata allontanare da chi prega il pericolo proveniente da una divinità, in questo caso Venere. Successivamente viene presentata la figura di un giovane nobile, Paolo Fabio Massimo, che era console nell'11 a.C.

### Ode II
(60 vv., strofe saffica minore)
Augusto stava per rientrare a Roma, dopo un'assenza di tre anni. Iullo Antonio, figlio del triumviro, che occupava a Roma una posizione di rilievo, esortò il poeta a celebrare le gesta di Augusto trionfante, componendo un canto encomiastico emulando Pindaro. Il poeta, però, non ritiene di essere degno dell'inaccessibile grandezza di Pindaro e, dunque, esorta l’amico a cantare le glorie di Augusto.
La data di composizione del carme pare si possa collocare al principio del 13 a.C..

### Ode III
(24 vv., sistema asclepiadeo IV)
Si pensava che chi, alla nascita, fosse stato fissato con sguardo benevolo da Melpomene, sarebbe diventato un poeta, come, ad esempio Orazio, che ne riconosce tutto il merito alla Musa Melpomene. "Carme freddo, ma di accurata fattura", l’ode segna il pieno riconoscimento, da parte del pubblico e della critica, della poesia di Orazio.

### Ode IV
(76 vv., strofe alcaica)
Il carme è un epinicio, che celebra la vittoria di Druso sui Reti e i Vindelici, nell’estate del 15 a.C.
Nell'ode è presentata la grande virtù della famiglia dei Neroni, ad essa ne presero parte Druso e Tiberio, ma a farla sbocciare in tanto rigoglio, contribuì l’educazione ai giovinetti impartita da Augusto.
Stando alla notizia di Svetonio nella vita di Orazio, sarebbe stato lo stesso Augusto a imporre al poeta di celebrare la vittoria riportata sui Reti e i Vindelici dai figliastri.

### Ode V
(40 vv., sistema asclepiadeo II)
Augusto è assente da un triennio, grazie alle sue imprese la patria ha recuperato sicurezza e benessere sia dentro che fuori per questo lo venera come se fosse un nume e non può più rassegnarsi alla sua lontananza e ne invoca, per mezzo del poeta, il sollecito ritorno.
Data probabile di composizione è il 13 a.C., poiché la Pax augustea è descritta attraverso immagini molto concrete.

### Ode VI
(44 vv., strofe saffica minore)
Il poeta invoca Apollo per ottenere assistenza all’inno eseguito in onore di lui e della sorella Diana ( il Carme Secolare). Questo carme , grave e solenne, ha del Carme secolare il metro e ne presuppone la composizione (17 a.C.).
È il preludio al Carmen Saeculare. Se lì ha eliminato tutto quello che poteva essere personale, qui Orazio confessa i suoi turbamenti, i suoi dubbi, la sua commozione di poeta chiamato a cantare la gloria perenne di Roma. Sorge l’immagine di una fanciulla diventata sposa, il pensiero dei giorni in cui Orazio non ci sarà più e il suo nome e il suo canto diventeranno un lieto ricordo lontano. 
La poesia dell’ode è proprio in questo suo lento sfumare di immagini, in questo porre accanto alla sua grandezza dell’argomento e alla divina altezza dell’ispirazione, la sua figura di poeta, che non si dimentica di essere uomo.

### Ode VII
(28 vv., sistema archilocheo secondo)
Lettera in versi, dedicata a Torquato. È ritornata la primavera. Solo per gli uomini, una volta morti, non c’è più speranza di ritorno; Orazio alla ciclicità della natura contrappone la linearità umana. Il carme è una triste e sincera presa di coscienza della disgraziata condizione umana. Il consiglio, che costituisce la conclusione più importante nelle composizioni congeneri, qui fa capolino soltanto nel cuore del carme. Il poeta è preso questa volta dalla malinconia.
Più fresco nell'ispirazione, più snella nella composizione metrica, più fusa nella struttura complessiva, riprende anche nei particolari, un motivo già utilizzato precedentemente conservandone lo stesso tono scherzoso quasi familiare.

### Ode VIII
(34 vv., asclepiadei minori)
Il carme è dedicato a Censorino. Secondo il poeta, i versi valgono più delle opere materiali a celebrare i meriti degli uomini grandi e a pareggiarli alle divinità. Il carme, intessuto di motivi comuni, fu, forse, composto in occasione di Saturnali, feste in cui si usava scambiarsi i doni.
(Orazio,Odi ed Epodi, a cura di Francesco Arnaldi, Milano, Principato, 1943.)

### Ode IX
(52 vv., strofe alcaica)
Orazio celebrerà Lollio, perché questo è il compito del poeta: consacrare all'immortalità chi ne è degno e celebrarne le virtù.
Marco Lollio fu uno dei più fedeli collaboratori di Augusto. È probabile che Orazio, indotto da Mecenate, che fu legatissimo a Lollio, abbia cercato di far dimenticare quella che, per Tacito, era ancora la "clades Lolliana", uno dei fatti più tristi del principato di Augusto, mettendo in rilievo le sue qualità essenziali di uomo e di magistrato. Ma se si deve credere, non solo a Velleio Patercolo, che condivideva probabilmente l'odio di Tiberio per lui, ma anche a Plinio il Vecchio, Marco Lollio, durante il periodo in cui fungeva da consigliere presso Caligola, si dimostrò così corruttibile e sleale, che una volta scoperto non trovò altra onorevole soluzione che il suicidio. Velleio lo dice, a proposito della sconfitta in Gallia, "homo in omnia pecuniae quam recte faciendi cupidior et inter summam vitiorum dissimulationem vitiosissimus"; è quindi più verosimile che anche Orazio sia stato ingannato dalle apparenze, che non indotto a scrivere da un committente un'ode a freddo e senza convinzione, ma è certo che la celebrazione della poesia è nel complesso prolissa e troppo intenzionalmente appesantita di ricordi omerici e di quell'eroica virtù.

### Ode X
(8 vv., sistema asclepiadeo V)
Ritorna il tema dell’amore per Ligurino già presente nella prima ode del libro: anch'egli diventerà vecchio e allora rimpiangerà le occasioni perdute.

### Ode XI
(36 vv., strofe saffica minore)
È il giorno natalizio di Mecenate. Il poeta invita Fillide, la quale è innamorta di Telefo, a celebrare questa festa
La strofe saffica comincia con un tono che ha qualche richiamo allo stile delle epistole e può sembrare talvolta persino prosastico, è presente un pacato discorrere e descrivere, che si ferma sui particolari, come per ritardare il momento in cui il poeta dovrà pur dire a Fillide quel che sente per lei. Il complimento che le fa è sembrato al Kiessling-Heinze più adatto alle epistole o a una qualsiasi poesia di intonazione dialettica. Orazio può parlare apertamente di quello che gli sta a cuore, chiederle di consolarla e di essere consolato.
Ode perfetta e originalissima, nel suo mirabile equilibrio di toni, in quella così naturale e ricchezza di motivi e di spunti, che approfondisce e arricchisce con un impeto di malinconia.»
(Orazio,Odi ed Epodi, a cura di Francesco Arnaldi, Milano, Principato, 1943.)

### Ode XII
(28 vv., sistema asclepiadeo II)
È primavera. Gli uccellini costruiscono il nido, i pastori suonano le zampogne. Il poeta dice di disporre di un bariletto di quel vino buono e consentirà al giovane di berne. Invita, dunque, Virgilio (verosimilmente non il poeta, morto nel 19 a.C., ma un omonimo) a goderne. 
(Orazio, Odi ed Epodi, a cura di Francesco Arnaldi, Milano, Principato, 1943.)

### Ode XIII
(28 vv., sistema asclepiadeo III)
La tredicesima ode è dedicata a Lice, altra donna citata da Orazio, delineata in modo dispregiativo, perché imbruttita dalla vecchiaia, contrariamente alla sua convinzione. In questa ode Orazio mette a confronto la figura Lice con quella di Cinara, già incontrata nella prima ode.

### Ode XIV
(52 vv., strofe alcaica)
(Orazio, i Carmi, a cura di Onorato Tescari, Torino, Società Editrice Internazionale, 1941.)
Il motivo della gloria, derivato dalle imprese di Druso e da quelle di Tiberio e attribuito ad Augusto è convenzionale e cortigiano.

### Ode XV
(32 vv., strofe alcaica)
Orazio era ben deciso a comporre un poema epico sulle imprese di Augusto. Ma Apollo lo ammonì, come fece con Virgilio e Properzio, a rinunciare a un genere di poesia, a cui non era adatto. 
(Orazio,Odi ed Epodi, a cura di Francesco Arnaldi, Milano, Principato, 1943.)